# Wernicke–Geschwind-modell
A nyelv működését leíró első, klasszikus neurológiai modell a Wernicke–Geschwind-modell, amely a nyelvi hálózat meghatározó agyi területeit, és azok kapcsolatait foglalja magába. A modellt Carl Wernicke alkotta meg, majd Norman Geschwind módosította. Létrejöttét fontos felfedezések előzték meg, melyek a nyelv, és zavarainak idegrendszeri központjaira világítottak rá.

## Történet
A korábbi századokban az emberi agyról, ezáltal a nyelvért felelős területekről alkotott tudás javarészt az agysérülést szenvedett betegek precíz esettanulmányaiból halmozódott fel. Pierre-Paul Broca a 19. század második felében elsőként fedezte fel azt a bal agyféltekén lévő területet, amely szorosan kapcsolódik a nyelvi produkció képességéhez. Ezt egy epilepsziás betegén fedezte fel, aki egy szótag ismétlésén kívül („tan-tan”) teljesen elveszítette a beszéd képességét, habár a hozzá intézett beszédet többnyire megértette. Halála után, boncolásos vizsgálat alapján Broca megállapította, hogy a beszédmotoros rendszer zavara a bal frontális lebeny harmadik tekervénye hátsó részének sérülésével jár együtt. Ezt ma Broca-területnek nevezzük (Brodman 44, 45-ös terület).
Az ehhez társuló nyelvi zavart (afázia) Broca-afáziának, természete miatt motoros, a beszédképzés problémái miatt nem-fluens afáziának nevezzük. További esettanulmányok is megerősítették felfedezését, amellyel erősödött az a felvetés az akkori orvostudományban, miszerint specifikus agyi régiókhoz specifikus funkciók tartoznak.
Időben nem sokkal követte őt egy szintén jelentős felfedezés, ami Carl Wernicke nevéhez fűződik. Két betege, bár folyamatosan beszélt, nyelvük érthetetlen volt, és olyan szavakat használtak, amelyek a német nyelvben nem léteztek. A probléma tehát nem a kiejtésben, hanem a hangok megtalálásában és megértésében volt. Az ezért felelős terület az elsődleges hallókéreg mellett lévő gyrus temporalis superior (Wernicke terület), melyet Wernicke a „szavak hallási emlékének” tárolási helyével azonosította (Br. 42, 22). Az afáziának ezt a típusát Wernicke-afáziának, a beszédfolyam változatlansága miatt fluens, a halandzsa miatt pedig zsargonafáziának is nevezzük.
További anatómiai vizsgálatok alapján, miszerint a bal oldali Broca- és a Wernicke-területet az arculate fasciculus nevű horizontális rostköteg köti össze, Wernicke egy új típusú nyelvi zavar, a diszkonnekciós afázia terminusát vezette be. Az összeköttetés sérülése esetén a receptív (Wernicke-) régióból nem jut át az információ az expresszív (Broca-) területre, így a betegeknek elsősorban a hallott hangok ismétlése okoz problémát. Mindezen eredmények, és még sok további kutatás alapján vázolta fel Wernicke 1874-ben nyelvi modelljét, melyet Geschwind egészített ki 1979-ben, így létrejött a nyelvi területeket bemutató legismertebb neurológiai modellje.

## A modell felépítése
Beszédhangok feldolgozása: a szavak jelentése a Wernicke-területen reprezentálódik. A beszédhang a hallóidegen keresztül a Heschl-gyrusba, vagyis az elsődleges hallókéregbe jut (Brodman 41). Innen az ingerület a Wermicke-területre megy, ahol a szavak jelentése tárolódik.
Beszéd szándéka esetén a szavak jelentését hordozó idegrendszeri jelek a Wernicke-területről az arculate fasciculus kötegen keresztül a Broca-területre továbbítódnak, ahol a modell a morfémák tárhelyét, illetve a szavak artikulációjának reprezentációját feltételezi. A beszédhez tartozó instrukciók innen a motoros kéregbe, az arcizmokat beidegző területekre kerülnek, majd továbbítódnak a motoros  neuronoknak, melyek az arcizmok mozgásáért felelősek.
Olvasáskor a vizuális információ az elsődleges látókéregbe kerül (Bordman 17, 18, 19), onnan pedig az anguláris gyrusba megy (Brodman 39). Végül a Wernicke-területhez ér az olvasott információ, hangos olvasás esetén pedig továbbítódik a Broca- és a motoros területekre.

## Értékelése
A modell rámutat arra, hogy a nyelv két alapvető funkcióra különíthető el: a nyelvi megértésre mint szenzoros-perceptuális funkcióra (hátulsó, posterior területek), illetve a beszédre mint motoros funkcióra (elülső, anterior területek). Eszerint a nyelvi funkciók egészét viszonylagos önállósággal rendelkező, egymással funkcionális egységet alkotó alrendszerek alkotják, melyek igen gazdag neuronhálózatokban állnak egymással kapcsolatban. A modern kísérleti metodika árnyaltabb képet ad a nyelvfeldolgozás és produkció rendszeréről. Közvetlen kérgi elektromos stimulációkat alkalmazó kutatások eredményei nem támogatják a szigorú lokalizációt, ugyanis az anterior és a posterior nyelvi területek ingerlése egészen hasonló hatásokat eredményezhet.
Továbbá a modellbe foglalt területeken kívül más részek is felelősek a nyelvi funkciókért, illetve a beszédterületek más funkciókat is befolyásolnak (arcizmok mozgatása, rövidtávú emlékezet). A képalkotó eljárásokat alkalmazó vizsgálatok eredményei megerősítik a klasszikus anterior és posterior nyelvi területek meglétét, de szintén kimutatták más agyi területek szerepét is.5 A mai fejlett módszerek ellenére máig tartó szakmai viták szólnak arról, hogy mennyire tekinthetjük lokalizáltnak a különböző agyi funkciókat. Ma már egyre népszerűbb elképzelés a nyelvnek gazdag és bonyolult összeköttetésekből álló neurális hálózatokban való szerveződése.
Habár a modell elavultnak tekinthető, jelentősége, hogy a megfigyelések és vizsgálatok felhalmozódó eredményeit egy jól használható neurológiai modellbe ágyazták, amely jelentősen formálta a további kutatások útját, a nyelv idegrendszeri szerveződéséről alkotott vélekedést.